# KNVB Beker 2015/16 (amateurs)
De KNVB Beker voor amateurs 2015/16 was de 36e editie in deze opzet van deze Nederlandse voetbalcompetitie die door de KNVB wordt georganiseerd.
Aan het toernooi namen de clubs in de landelijke zaterdag- en zondagcompetities (de Topklasse en Hoofdklasse) deel in hun eigen district. De winnaar van de amateurbeker neemt ook deel aan de Super Cup voor amateurs, waarin het de algemeen amateurkampioen ontmoet. De clubs die de halve finales in de districtsbeker bereiken, plaatsten zich voor het KNVB Bekertoernooi van het seizoen 2016/17.
Titelverdediger was IJsselmeervogels dat in het seizoen 2014/15 in de finale met 2-0 van HSV Hoek won. Dit seizoen werden ze uitgeschakeld door SVL in de tweede ronde van het district West-I.
De landelijke eindfase werd door twee clubs uit Topklasse bereikt -HHC Hardenberg (zaterdag) en Magreb '90 (zondag)-, drie clubs uit de Hoofdklasse -ASWH, vv Noordwijk en VV Staphorst (3× zaterdag)- en een club uit de Eerste klasse -VV Chevremont (zondag)-. In de eindfase streden de zes clubs in twee kwartfinalewedstrijden (in deze fase waren twee clubs vrijgesteld), twee halve finalewedstrijden en de finale om de landelijke amateurbeker. In de finale die op 14 juni op sportpark "Het Noorderslag" te Staphorst werd gespeeld won VV Staphorst de beker voor de eerste keer door vv Noordwijk na verlenging met 6-3 te verslaan.

## Districtsbekers
Opzet
In elk district werd er begonnen in een poule van vier clubs. De winnaar en de nummer twee gingen door naar de knock-outfase. Daarna werden in sommige districten tussenrondes gespeeld om het aantal clubs terug te brengen naar een macht van twee, om knock-outrondes te kunnen spelen (bijvoorbeeld 64 of 128). In andere districten werden enkele clubs vrijgeloot en gingen zo automatisch door naar de derde ronde.
| Datum                   | Thuisclub     | Uitslag     | Uitclub                 |
| Kwartfinale             | Kwartfinale   | Kwartfinale | Kwartfinale             |
| ----------------------- | ------------- | ----------- | ----------------------- |
| 26 maart                | ONS Sneek     | 3-1         | Oranje Nassau Groningen |
| 26 maart                | VV Staphorst  | 2-1         | PKC '83                 |
| 26 maart                | SC Genemuiden | 2-3         | VV Groningen            |
|                         | Flevo Boys    | vrij        | WKE                     |
| Halve finale            |               |             |                         |
| 16 april                | VV Groningen  | 1-4         | Flevo Boys              |
| 16 april                | VV Staphorst  | 2-0         | ONS Sneek               |
| Finale bij VV Staphorst |               |             |                         |
| 21 mei                  | VV Staphorst  | 2-0         | Flevo Boys              |

| Datum           | Thuisclub        | Uitslag      | Uitclub      |
| Kwartfinale     | Kwartfinale      | Kwartfinale  | Kwartfinale  |
| --------------- | ---------------- | ------------ | ------------ |
| 22 maart        | HHC Hardenberg   | 1-0          | SVZW Wierden |
| 26 maart        | HSC '21          | 4-1          | FC Lienden   |
| 26 maart        | ESA Rijkerswoerd | 0-4          | RKZVC        |
| 28 maart        | AZSV             | 1-1 ns (4-2) | VV Bennekom  |
| Halve finale    |                  |              |              |
| 14 april        | HHC Hardenberg   | 5-0          | RKZVC        |
| 16 april        | AZSV             | 3-0          | HSC '21      |
| Finale bij AZSV |                  |              |              |
| 21 mei          | HHC Hardenberg   | 1-1 ns (6-5) | AZSV         |

| Datum               | Thuisclub     | Uitslag      | Uitclub        |
| Kwartfinale         | Kwartfinale   | Kwartfinale  | Kwartfinale    |
| ------------------- | ------------- | ------------ | -------------- |
| 26 maart            | WV-HEDW       | 2-1          | AFC            |
| 28 maart            | Magreb '90    | 0-0 ns (4-1) | RKVV Velsen    |
| 28 maart            | AVV Swift     | 1-0          | VV De Merino's |
| 28 maart            | RKSV RODA '23 | 0-2          | AFC '34        |
| Halve finale        |               |              |                |
| 16 april            | WV-HEDW       | 0-1          | AVV Swift      |
| 17 april            | Magreb '90    | 1-0          | AFC '34        |
| Finale bij SV Argon |               |              |                |
| 21 mei              | Magreb '90    | 3-2 nv       | AVV Swift      |

| Datum                      | Thuisclub         | Uitslag      | Uitclub           |
| Kwartfinale                | Kwartfinale       | Kwartfinale  | Kwartfinale       |
| -------------------------- | ----------------- | ------------ | ----------------- |
| 06 februari                | CVV De Jodan Boys | 2-2 ns (5-4) | VV Katwijk        |
| 06 februari                | vv Noordwijk      | 2-1          | TOGB              |
| 06 februari                | RVVH              | 4-0          | RKAVV             |
| 06 februari                | Quick Boys        | 1-1 ns (4-5) | Quick Den Haag    |
| Halve finale               |                   |              |                   |
| 27 februari                | Quick Den Haag    | 3-3 ns (4-2) | RVVH              |
| 01 maart                   | vv Noordwijk      | 1-0          | CVV De Jodan Boys |
| Finale bij SHO             |                   |              |                   |
| 21 mei                     | vv Noordwijk      | 1-0          | Quick Den Haag    |
|                            |                   |              |                   |
| Finale cat. 2, terrein SHO |                   |              |                   |
| 21 mei                     | VVOR              | 1-4          | VV Nieuwenhoorn   |

| Datum                     | Thuisclub     | Uitslag      | Uitclub        |
| Kwartfinale               | Kwartfinale   | Kwartfinale  | Kwartfinale    |
| ------------------------- | ------------- | ------------ | -------------- |
| 26 maart                  | SV Oranje Wit | 3-2          | RKSV Halsteren |
| 26 maart                  | VV Kloetinge  | 1-2          | ASWH           |
| 26 maart                  | Achilles Veen | 0-0 ns (4-5) | Kozakken Boys  |
| 28 maart                  | TEC VV        | 1-7          | VV UNA         |
| Halve finale              |               |              |                |
| 16 april                  | VV UNA        | 0-4          | Kozakken Boys  |
| 19 april                  | SV Oranje Wit | 2-2 ns (3-4) | ASWH           |
| Finale bij Vlijmense Boys |               |              |                |
| 21 mei                    | ASWH          | 1-0          | Kozakken Boys  |

| Datum                         | Thuisclub     | Uitslag      | Uitclub          |
| Kwartfinale                   | Kwartfinale   | Kwartfinale  | Kwartfinale      |
| ----------------------------- | ------------- | ------------ | ---------------- |
| 26 maart                      | Avanti '31    | 3-1          | VV Spaubeek      |
| 28 maart                      | VV Chevremont | 2-0          | Venlosche Boys   |
| 28 maart                      | UDI '19       | 2-0          | EVV              |
| 28 maart                      | VV Schaesberg | 1-2          | RKSV Groene Ster |
| Halve finale                  |               |              |                  |
| 14 april                      | Avanti '31    | 0-5          | UDI '19          |
| 14 april                      | VV Chevremont | 0-0 ns (4-3) | RKSV Groene Ster |
| Finale bij RKSV Prinses Irene |               |              |                  |
| 22 mei                        | VV Chevremont | 2-0          | UDI '19          |

## Landelijke beker

### Kwartfinale
Van de zes districtswinnaars werden twee clubs vrijgeloot, vier clubs streden om twee plaatsen in de halve finale die op eigen terrein werd gespeeld.

### Halve finale
De in de kwartfinale vrijgelote clubs speelden in de halve finale automatisch een uitwedstrijd.

### Finale
De wedstrijdlocatie, een thuiswedstrijd voor een van de beide thuisspelende en winnende clubs in de halve finale, werd door loting bepaald.
1980/81 · 1981/82 · 1982/83 · 1983/84 · 1984/85 · 1985/86 · 1986/87 · 1987/88 · 1988/89 · 1989/90 · 1990/91 · 1991/92 · 1992/93 · 1993/94 · 1994/95 · 1995/96 · 1996/97 · 1997/98 · 1998/99 · 1999/00 · 2000/01 · 2001/02 · 2002/03 · 2003/04 · 2004/05 · 2005/06 · 2006/07 · 2007/08 · 2008/09 · 2009/10 · 2010/11 · 2011/12 · 2012/13 · 2013/14 · 2014/15 · 2015/16 · 2016/17 · 2017/18 · 2018/19 · 2019/20 · 2020/21 · 2021/22 · 2022/23 · 2023/24 · 2024/25 · 2025/26